# Trechalea gertschi
Espèce
Trechalea gertschi est une espèce d'araignées aranéomorphes de la famille des Trechaleidae.

## Distribution
Cette espèce se rencontre aux États-Unis en Arizona et au Mexique au Sonora et au Chihuahua,.

## Description
La carapace du mâle décrit par Carico en 1993 mesure 7,0 mm de long sur 7,4 mm de large et l'abdomen 6,0 mm de long et celle de la femelle mesure 7,9 mm de long sur 7,4 mm de large et l'abdomen 8,5 mm de long.

## Étymologie
Cette espèce est nommée en l'honneur de Willis John Gertsch.

## Publication originale
- Carico & Minch, 1981 : A new species of Trechalea (Pisauridae) from North America. Bulletin of the American Museum of Natural History, vol. 170, p. 154-156 (texte intégral).